# Barri de La Miranda (Esplugues)
La Miranda és un barri situat a la part de muntanya del municipi d'Esplugues de Llobregat, al Baix Llobregat. Limita amb els barris de La Mallola i Ciutat Diagonal i amb el terme municipal de Sant Just Desvern. Conforma, juntament amb Ciutat Diagonal, el sector residencial de la muntanya.

## Història
La urbanització de la zona començà a la dècada de 1930, principalment al turó de la Torre, entre el bosc d'en Farrés, la muntanya d'en Ramoneda i el coll d'en Candeler. El propietari dels terrenys era Joaquim Nebot i Montoliu. Malgrat que les primeres parcel·les s'havien venut abans de la Guerra Civil Espanyola, l'acte oficial d'inauguració de la urbanització no tingué lloc fins al 1943.
El 1947 s'obrí la via que connectava el carrer de l'Església amb la urbanització, facilitant-hi l'accés.
Inicialment, s'hi aixecaren construccions senzilles destinades a l'esbarjo dominical —algunes, ja aleshores, amb piscina—, però amb el pas del temps la zona evolucionà cap a un barri residencial consolidat. L'augment del valor del sòl ha propiciat la substitució de les primeres cases per grans torres i habitatges unifamiliars de categoria alta.

## Característiques
Amb una superfície de 159.014 m² i una població de 1.711 habitants (2024), La Miranda presenta una densitat superior als 10.700 hab./km². El seu entorn verd, proper al Parc Natural de la Serra de Collserola, i la proximitat a Barcelona han convertit el barri en una zona residencial d'alt nivell.
Al barri hi trobem equipaments privats, com l'American School of Barcelona i la residència de l'Instituto Freedman.